# Wallfahrtskirche St. Wolfgang ob Grades

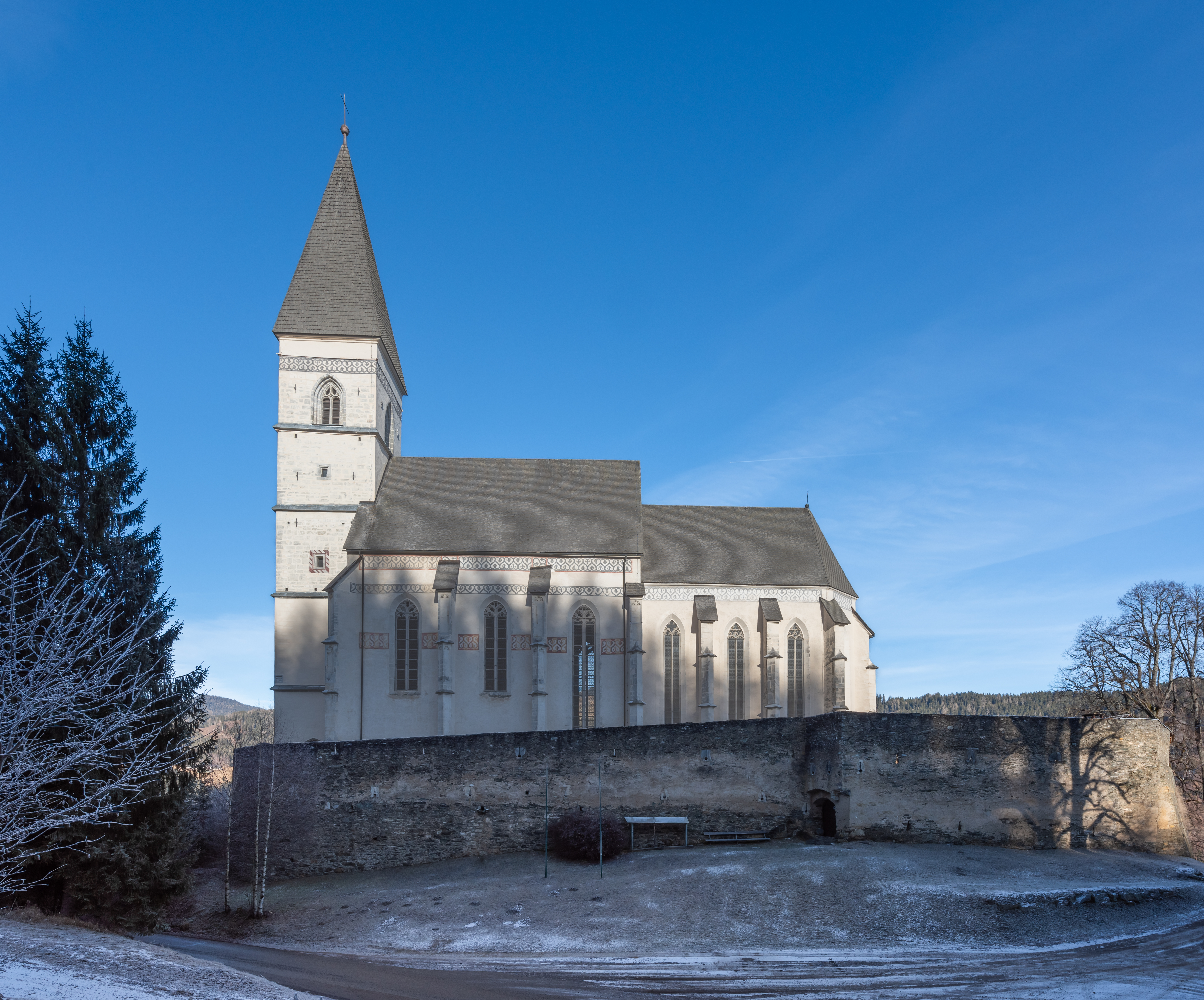
Die Wallfahrtskirche St. Wolfgang ob Grades von Süden gesehen

Die Filial- und Wallfahrtskirche St. Wolfgang ob Grades ist eine spätgotische römisch-katholische Wallfahrtskirche im Kärntner Markt Grades im Metnitztal. Sie ist eine Filialkirche der Pfarre Grades und steht unter dem Patrozinium des hl. Wolfgang von Regensburg. Bemerkenswert sind die bis neun Meter hohe Wehrmauer und der spätgotische Flügelaltar.

## Baubeschreibung

Hochaltar (um 1520 entstanden)

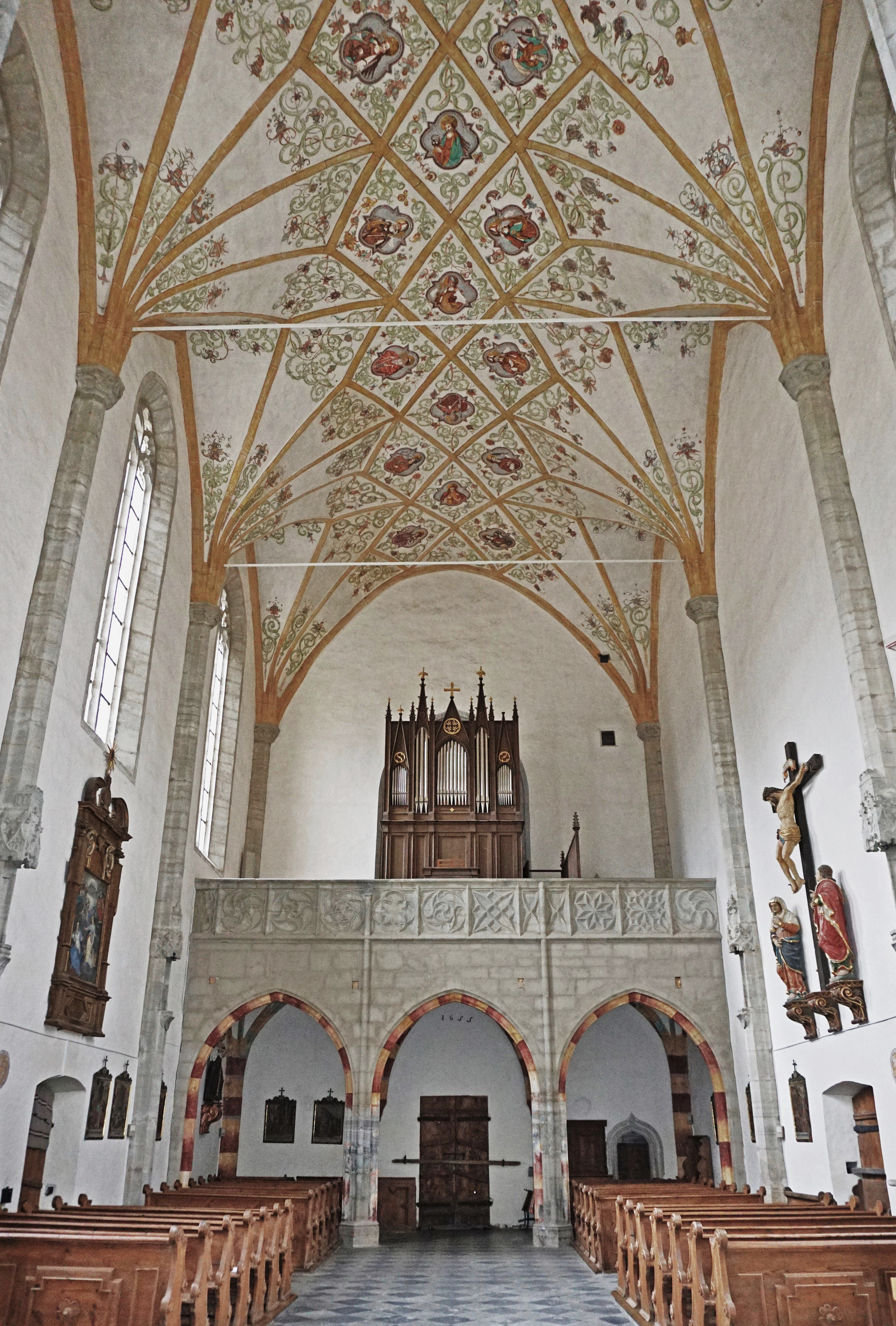
Innenansicht zur Orgelempore

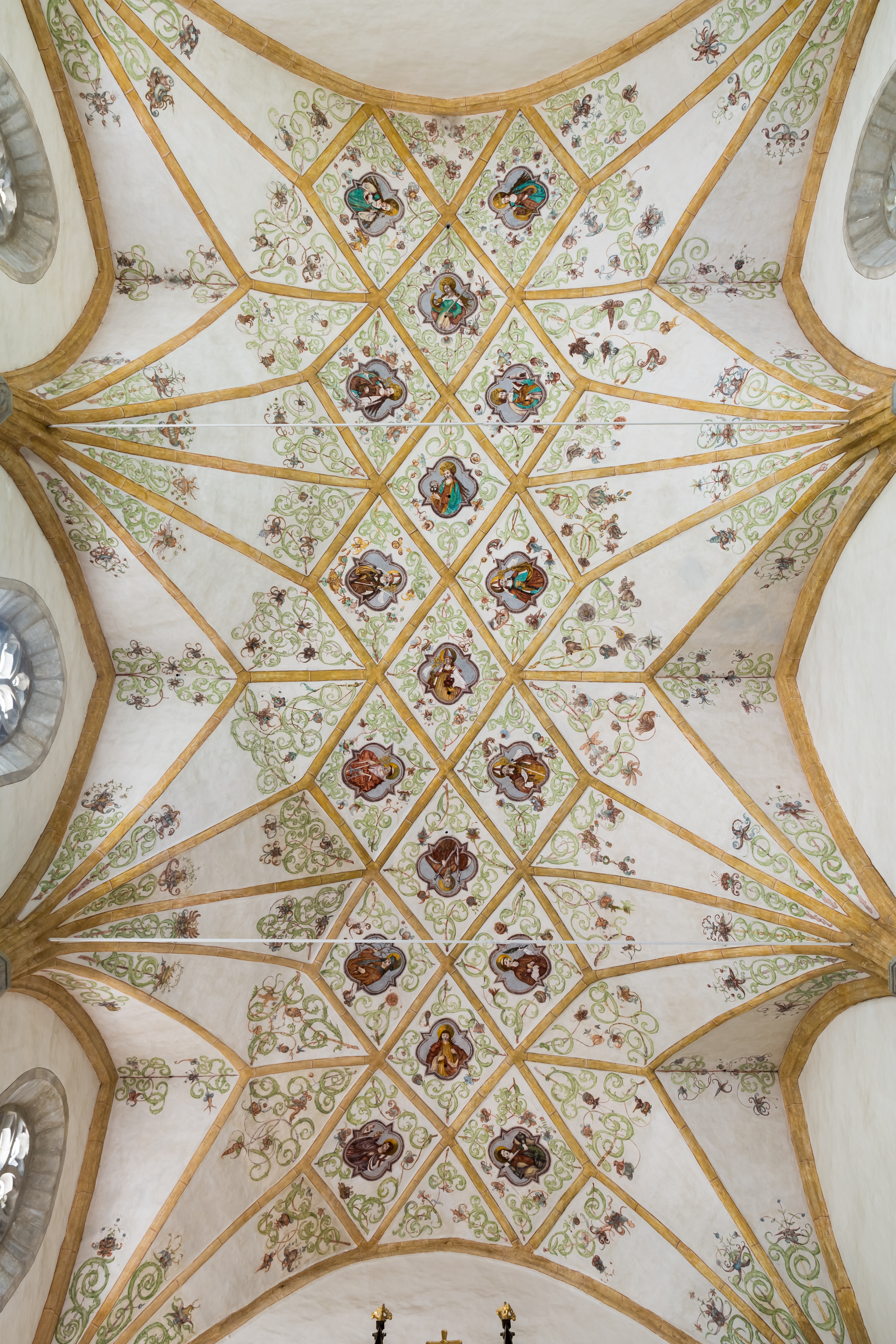
Netzgratgewölbe im Langhaus

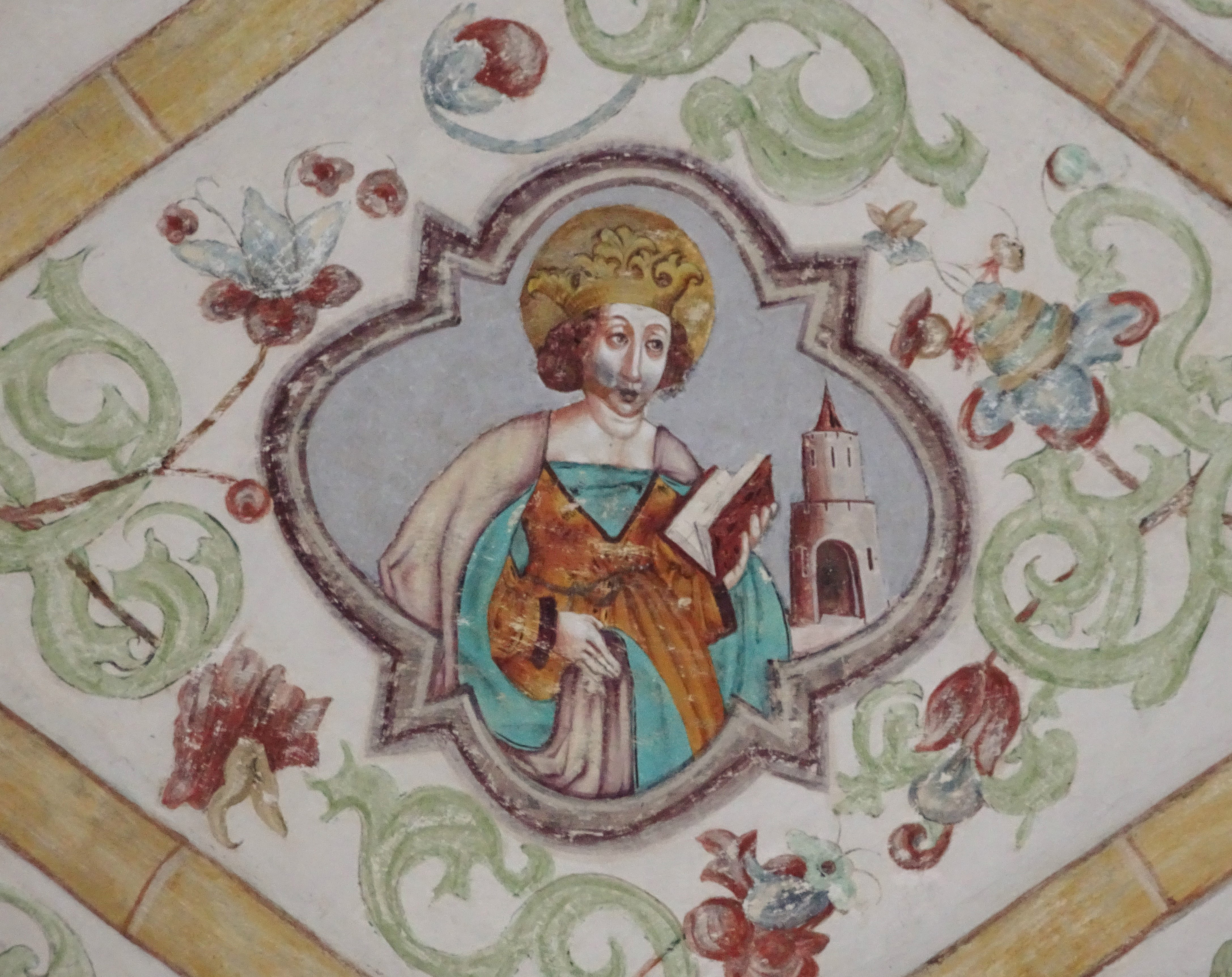
Hl. Barbara, Teilansicht der Deckengemälde

Die Kirche steht westlich von Grades auf einer kleinen Anhöhe. Ein sechs bis neun Meter hoher Bering mit zahlreichen Schlüsselscharten umgibt die Kirche. An der Ostseite befindet sich das schmale Tor mit spätgotischen Freskenresten, die die Madonna, den Schmerzensmann sowie den heiligen Wolfgang darstellen. Im Süden gibt es ein Torwächterhäuschen, an der Mauerecke im Südosten steht ein Haus, das zum Teil aus der Gotik stammt.
Der Kirchenbau ist ein großer Quadersteinbau, der Chor ist leicht eingezogen. An Langhaus und Chor befinden sich vierfach abgetreppte Strebepfeiler. Der quadratische Westturm ist fünfgeschoßig, vorgestellt und in die Wehrmauer eingebunden. Im Erdgeschoß des Turmes befinden sich im Norden und Süden eine spitzbogige Öffnung, im Westen ein Maßwerknasenfenster. Über Konsolen erhebt sich ein Sternrippengewölbe. Die weiteren Turmgeschoße verfügen über verstäbte Fenster und Biforenschallöffnungen. Seit 1949 besitzt der Turm ein Pyramidendach. An der Nordseite des Turmes führt ein Treppenturm zur Empore.
Im Norden des Chores schließt sich die gotische Sakristei an. Im Norden des Langhauses befindet sich ein spätgotisches Kragsteinportal mit einem Tympanonrelief des Schmerzensmannes. Es stammt vom gleichen Meister wie die Kanzel. Das Westportal ist schulterbogig und hat ein reich profiliertes Gewände, der Bogen ist mit Krabben und Kreuzblume verziert. Das Weihwasserbecken beim Westportal ist mit 1765 bezeichnet. Das Portal im Süden ähnelt dem Westportal, ist jedoch schlichter gestaltet. Hier gibt es ein Weihwasserbecken und einen Opfertisch.

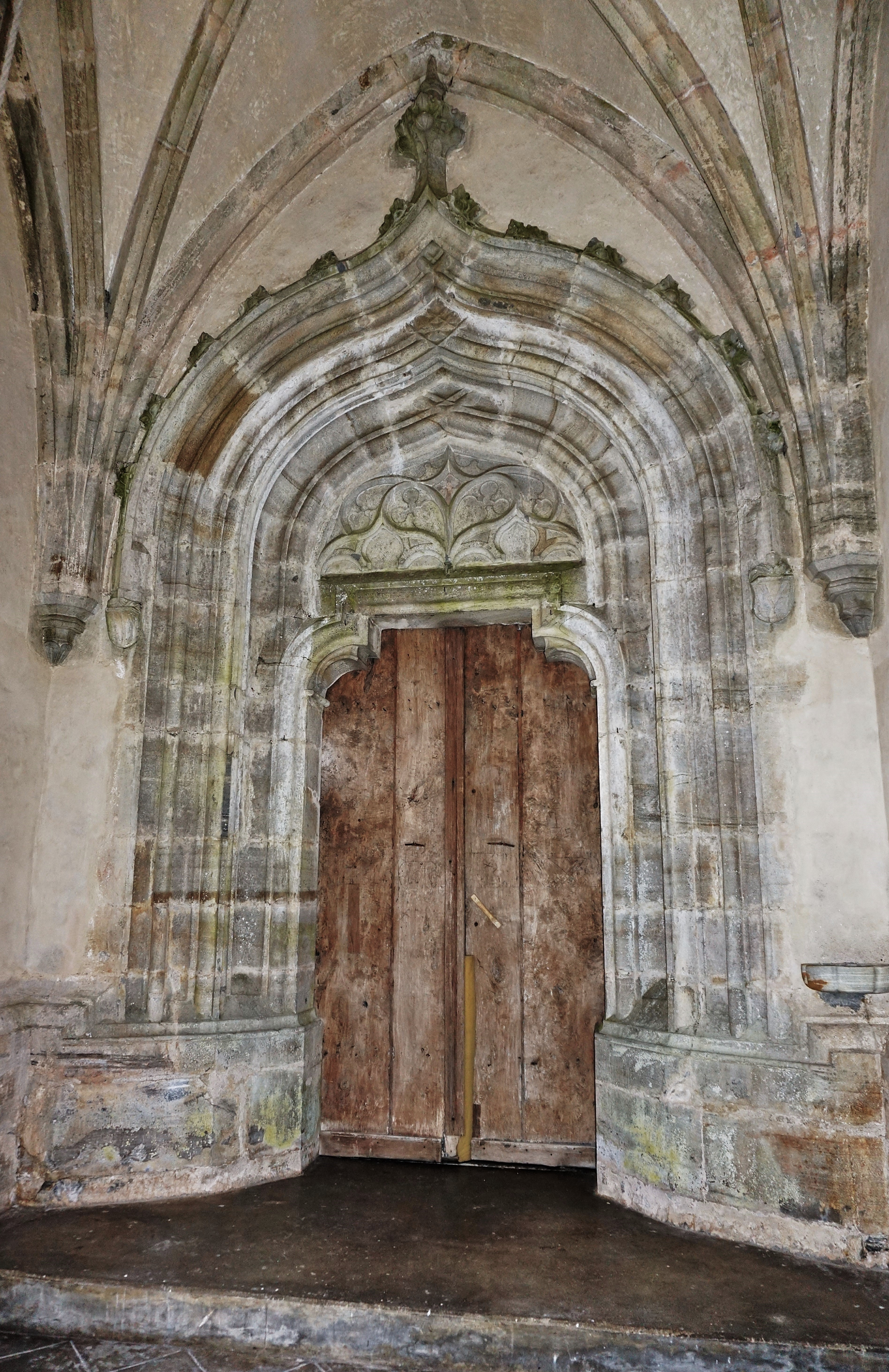
Das Westportal

### Kircheninneres
Das dreijochige Langhaus ist weiträumig, licht und besitzt ein Netzgratgewölbe. Die Dienste sind polygonal mit Blattkapitellen und Baldachinnischen. Die Empore im Westen ist dreiachsig über Spitzbogen und Sternrippengewölbe auf Konsolen. Die steinerne Emporenbrüstung ist mit Blendrosetten und einer Wappenkartusche von 1525 verziert. Im Norden der Westwand führt ein Spitzbogenportal zur Emporentreppe.
Der eingezogene Chor ist zweijochig und verfügt über einen 5/8-Schluss. Das Netzrippengewölbe erhebt sich über schlanken Runddiensten ohne Kapitelle. Die Schlusssteine zeigen Wappen und Spruchbänder, einer ist mit 1466 bezeichnet. An der Nordseite des Chores führt ein Kragsteinportal in die Sakristei. Diese verfügt über ein Sternrippengewölbe.
Die gotische Steinkanzel ist mit Reliefs verziert. Am Hochaltar, dem linken Wandaltar und an den zwei Seitenaltären sind die gotischen Mensen mit Blendfenstern erhalten. Im Chor gibt es eine polychromierte Sakramentsnische mit spätgotischem Gitter und eine Lavabonische. Neben den Seitenaltären gibt es noch zwei Lavabonischen.
Die großen spätgotischen Fenster sind zweibahnig und mit reichem Maßwerk versehen.
Gewölbe von Langhaus und Chor sind mit Ranken und Blüten spätgotisch bemalt. Im Langhaus gibt es 17 Vierpässe mit gemalten Heiligenbüsten aus der Zeit um 1480.

### Hochaltar
Der Hochaltar ist ein Flügelaltar, der zwischen 1519 und 1522 durch den Gurker Bischof Matthäus Lang von Wellenburg gestiftet wurde. Damals dürfte ein bereits bestehender älterer Schrein wesentlich umgearbeitet worden sein. Diese Arbeiten werden der jüngeren Villacher Werkstätte zugeschrieben.
Im Schrein befinden sich drei Figuren, die von einem unbekannten Meister stammen. Die Mittelfigur stellt den thronenden heiligen Wolfgang dar. Die Figur ähnelt dem Auftraggeber und beherrscht durch ihre Sitzposition die beiden Seitenfiguren, die heiligen Laurentius und Stephanus. Die Schreinfiguren sind an den Pacher-Altar in St. Wolfgang angelehnt. Allerdings hat der hl. Wolfgang hier in Grades die zentrale Mittelposition inne, während er in St. Wolfgang zu Seiten der Maria steht. Die Figuren dürften um 1490 geschaffen worden sein und werden der älteren Villacher Werkstätte zugeschrieben.
Die Innenseiten der beiden Flügel zeigen in Reliefs Szenen aus dem Leben Marias: Verkündigung, Tod mit Aufnahme Mariens in den Himmel, Krönung, sowie die Geburt Jesu. Diese Reliefs bilden zusammen mit den Figuren im Schrein die Sonntagsseite des Altars.
Die Werktagsseite auf der Rückseite der Flügel wird von acht Gemälden gebildet. Die äußeren vier zeigen das Martyrium je eines Heiligen, die inneren vier Szenen aus der Wolfgang-Legende. Auf der Rückseite des Altars befinden sich Malereien eines anderen Meisters, die die Heiligen Achatius, Georg und Florian in reichem Rankenwerk zeigen.
Das Gesprenge über dem Schrein besteht aus fünf zierlichen Baldachinen, unter denen die heiligen Katharina, Sebastian, Rochus und Barbara stehen, in der Mitte der Schmerzensmann. Über ihm, ebenfalls unter einem Baldachin, der heilige Christophorus.
An der Predella befinden sich links ein Bischof, rechts ein Papst, sowie zwei Wappen des Kardinals Matthäus Lang von Wellenburg: als Bischof von Gurk und als Erzbischof von Salzburg. Die Türflügel der Predella zieren Reliefs zweier heiliger Bischöfe, Dionysius und einer ohne Attribut.

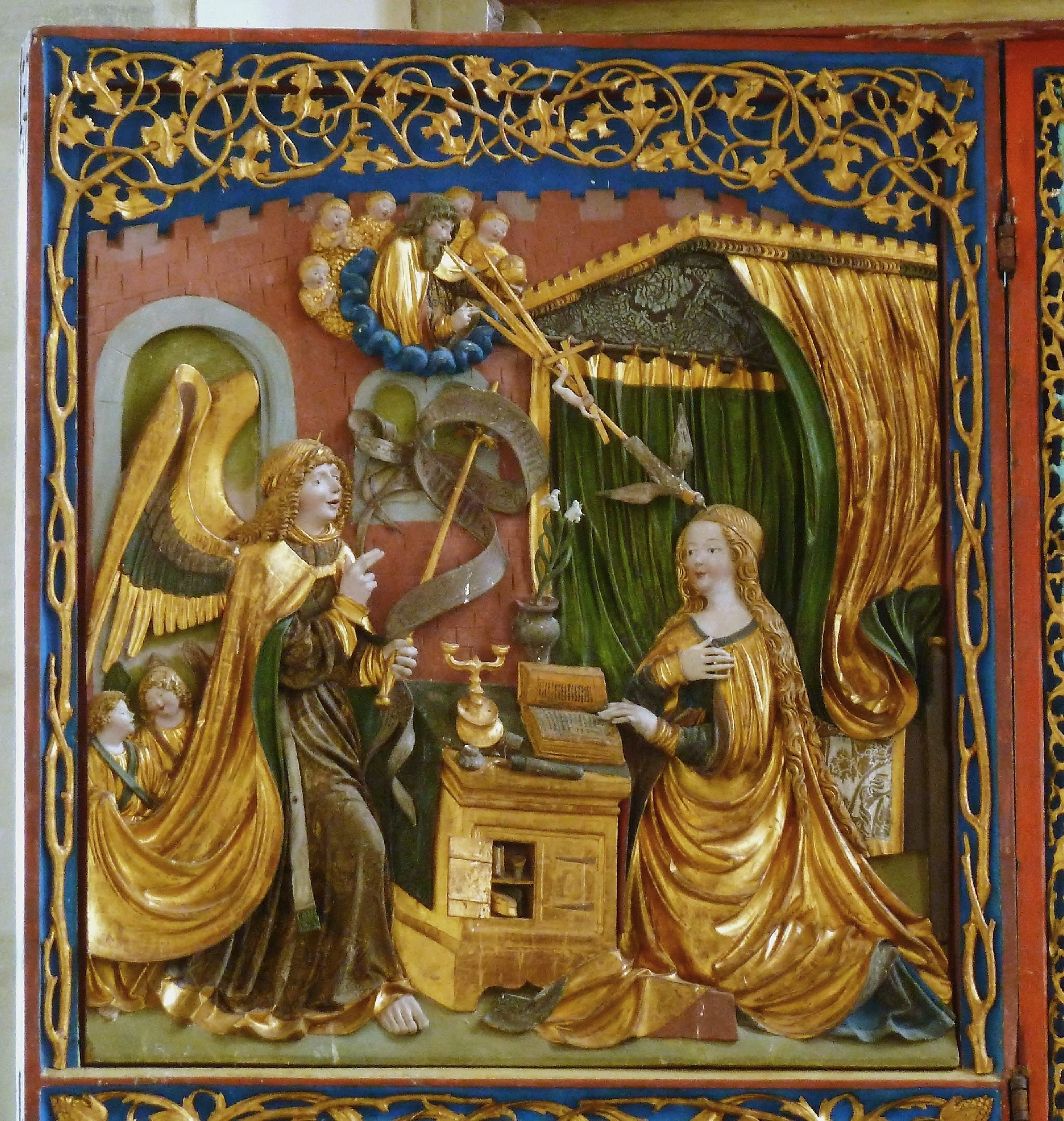
Verkündigung des Herrn, Darstellung am Hochaltar
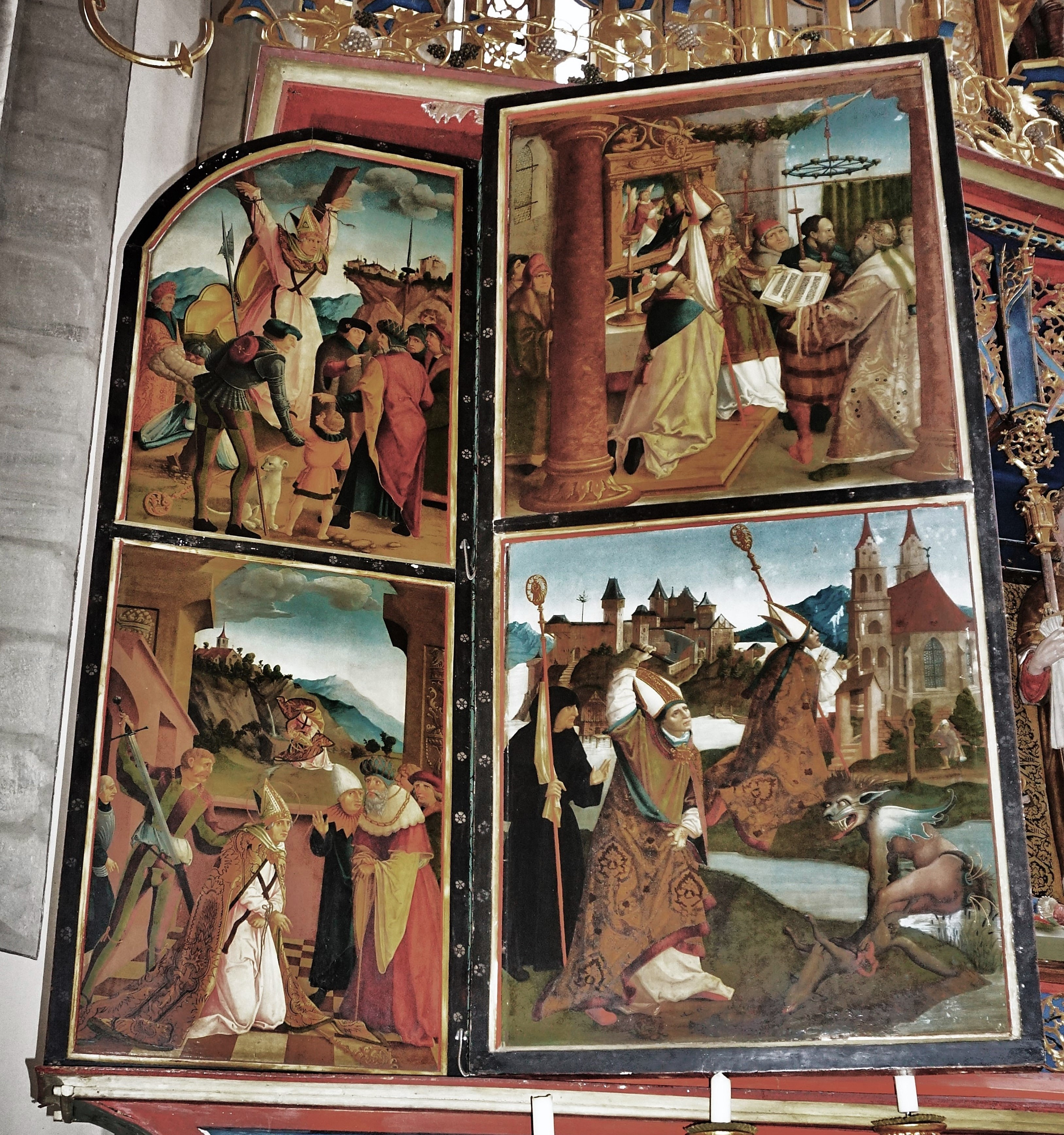
Werktagsseite des linken Flügels des Hochaltars
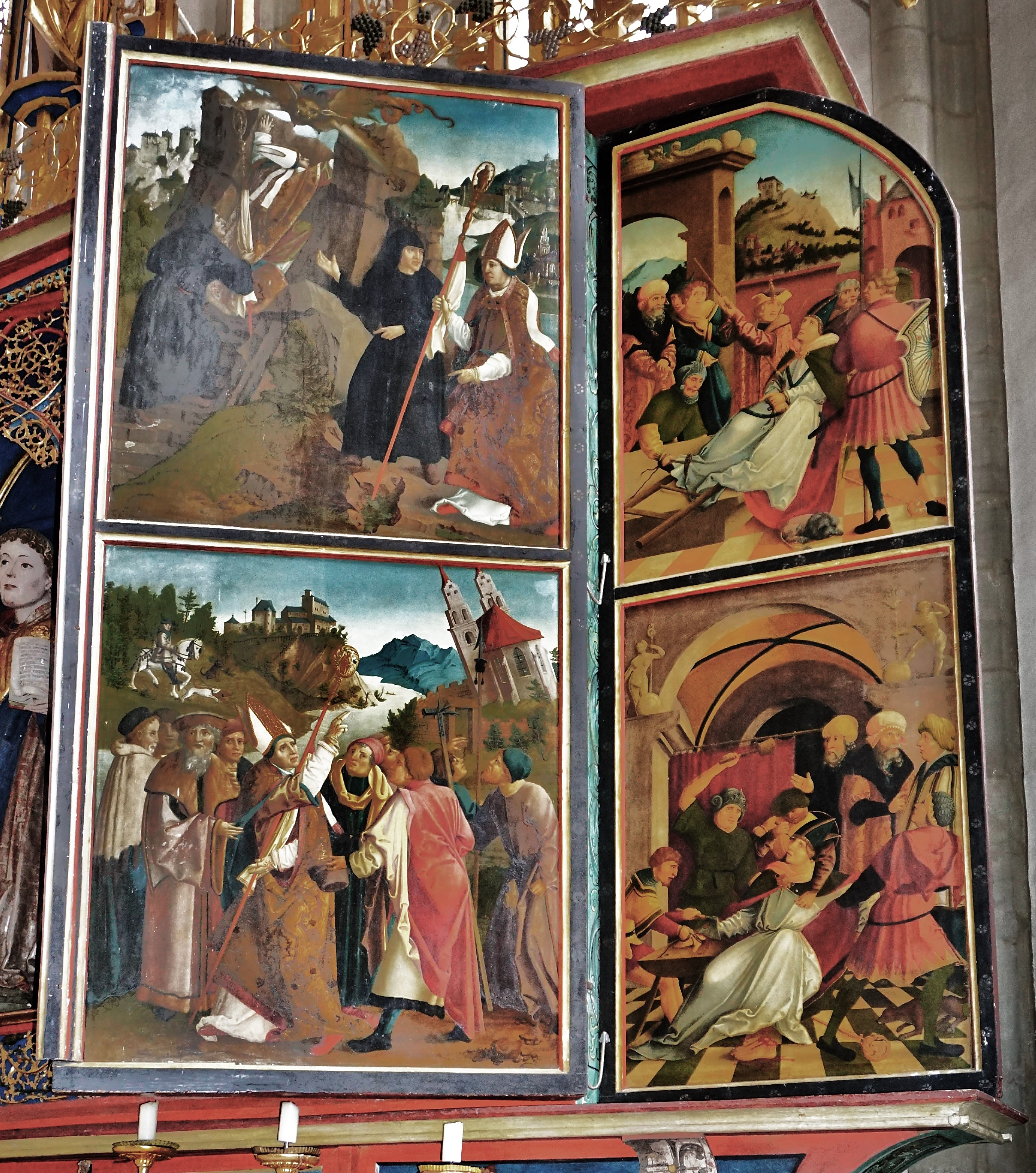
Werktagsseite des rechten Flügels
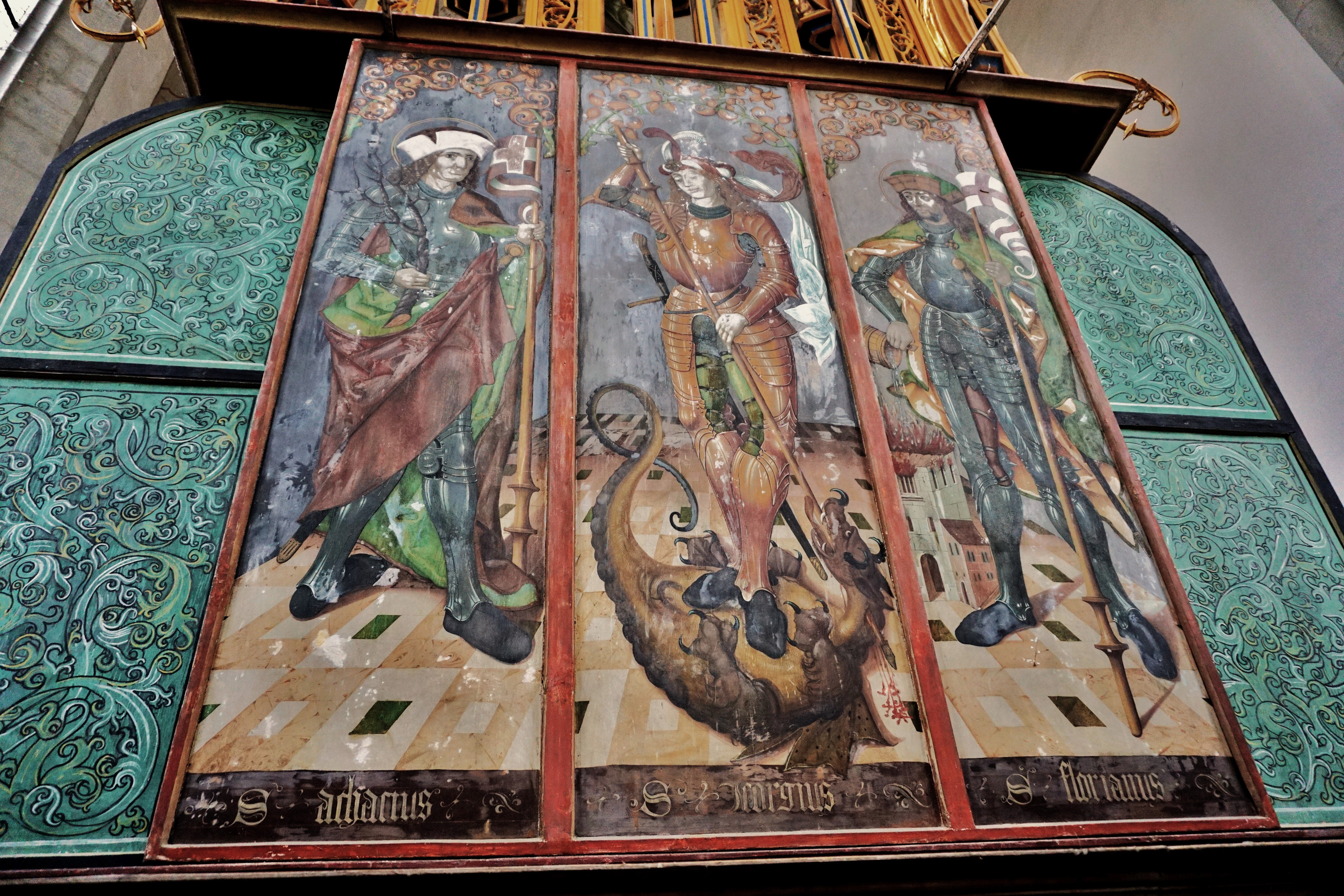
Rückseite des Hochaltars

### Übrige Einrichtung

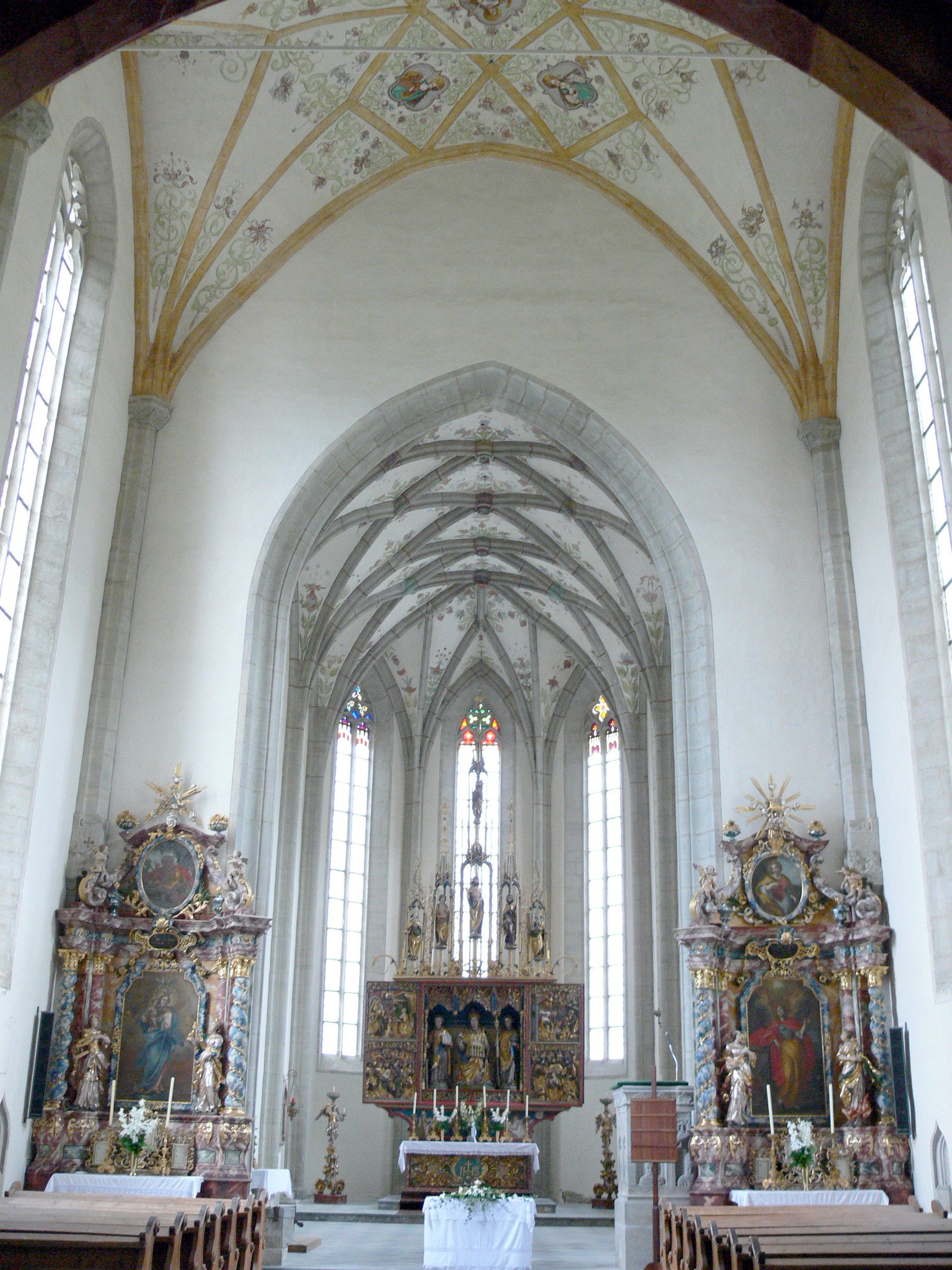
Innenraum Richtung Osten: In der Mitte der eingezogene Chor mit Flügelaltar, seitlich die barocken Seitenaltäre

Seitlich des Hochaltars stehen zwei barocke Engelleuchter.
An der Nordwand steht ein Wandaltar aus dem dritten Viertel des 18. Jahrhunderts. Sein Altarblatt zeigt die Kreuzigung, der reich geschnitzte Rahmen die Arma Christi. Der Tabernakel an der Südseite stammt aus der Mitte des 18. Jahrhunderts.
Die beiden Seitenaltäre an der Ostseite des Langhauses sind mit 1742 bzw. 1751 bezeichnet. Beim linken Seitenaltar zeigt das Altarblatt Maria Immaculata von Josef Ferdinand Fromiller und Statuen der Heiligen Katharina und Barbara. Beim rechten Seitenaltar zeigt das Altarblatt die hl. Margarethe, die Statuen die Heiligen Agathe und Lucia.
Konsolstatuen sind die hl. Notburga und der hl. Isidor aus der zweiten Hälfte des 18. Jahrhunderts und der hl. Antonius von Padua aus dem 17. Jahrhundert. Die große geschnitzte Kreuzigungsgruppe mit Maria und Johannes an der Nordwand des Langhauses ist mit 1685 bezeichnet.
Über dem Südportal befindet sich ein großes Gemälde, ein ehemaliger Altaraufsatz, das die Verkündigung an Maria zeigt und aus dem ersten Viertel des 17. Jahrhunderts stammt.
Die um 1880 erbaute Orgel stammt von Franz Colaric aus Ferlach.

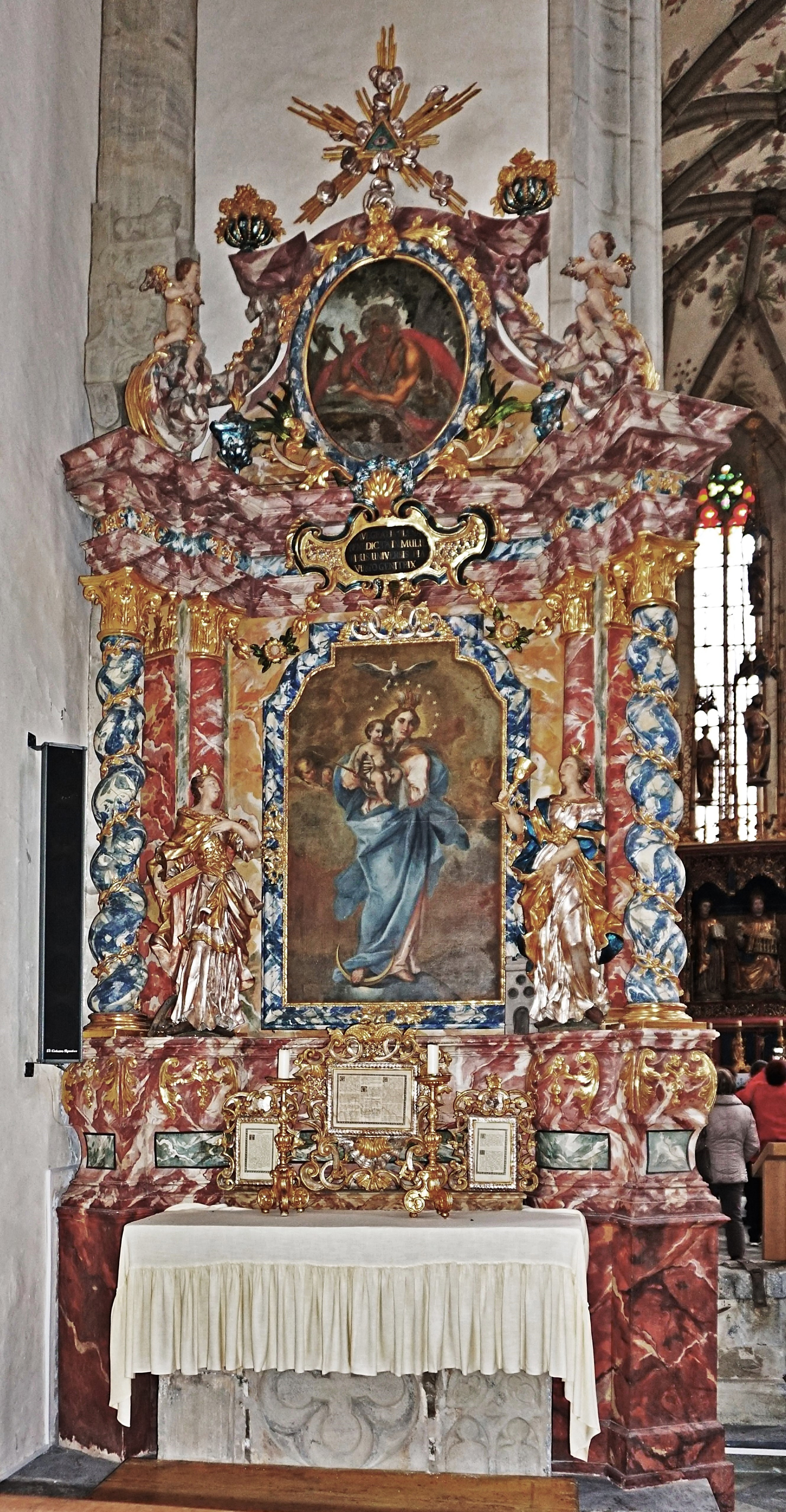
Der linke Seitenaltar
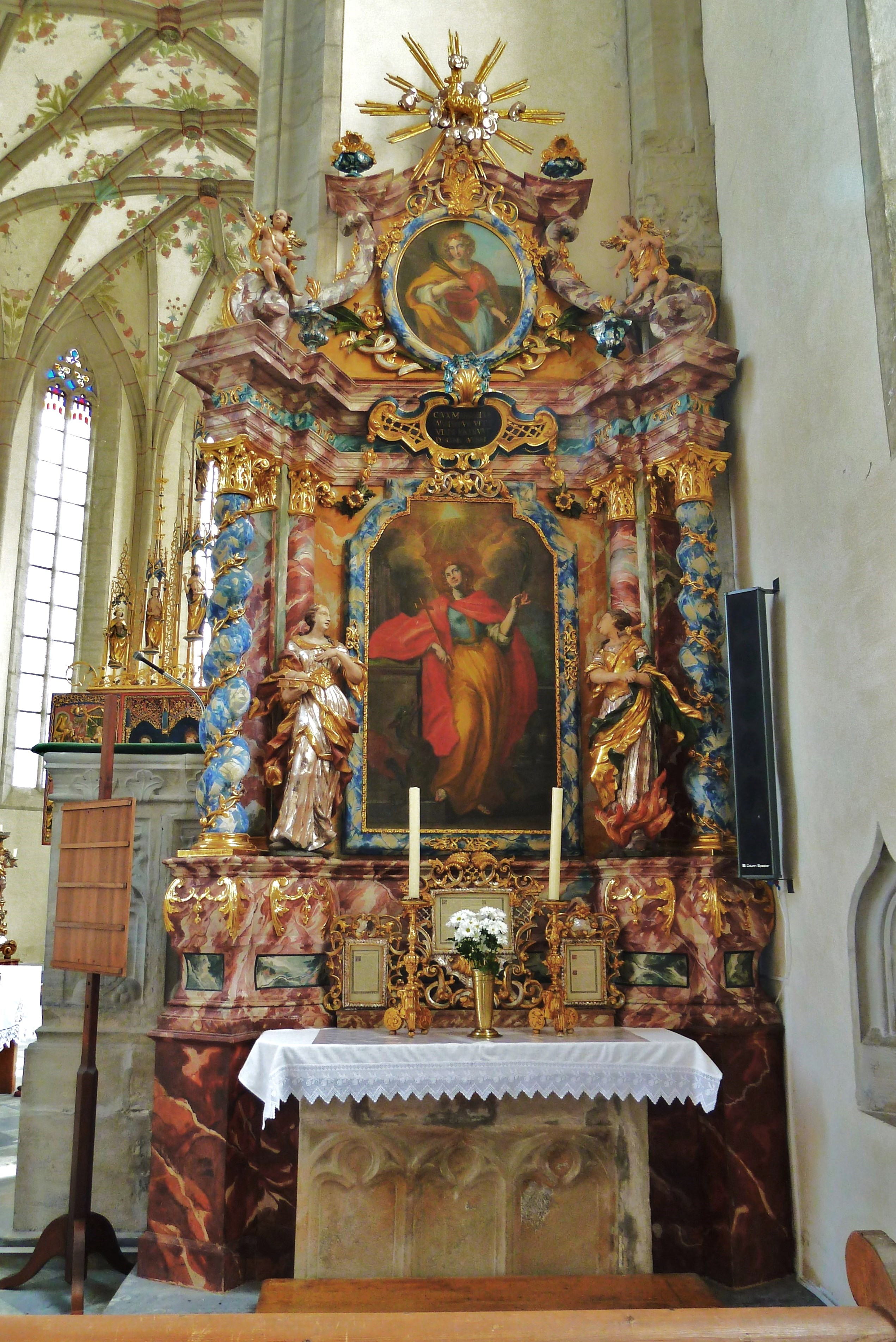
Der rechte Seitenaltar
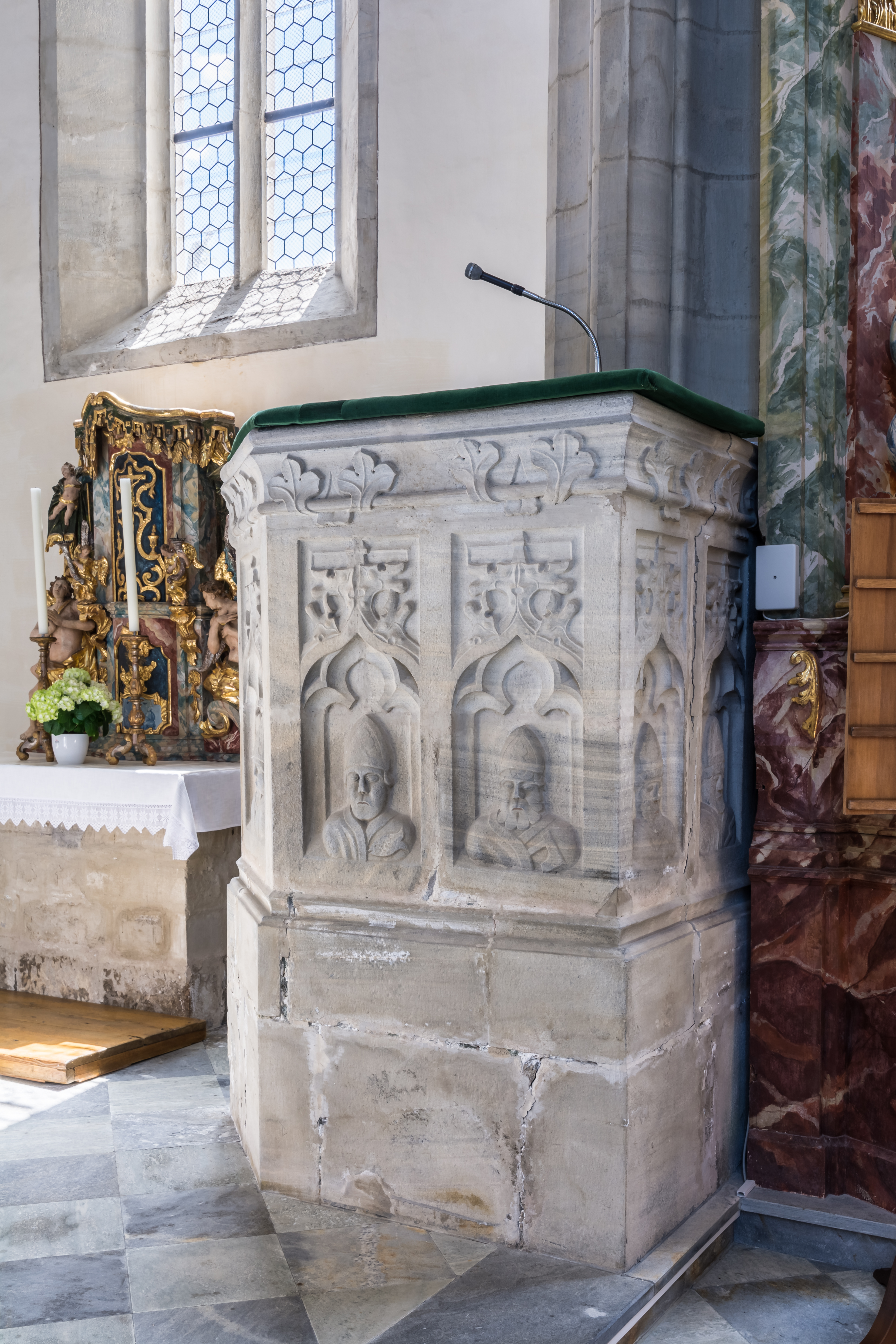
Spätgotische Kanzel

## Geschichte
Der Baubeginn erfolgte 1453 unter dem Pfleger Andreas von Grades. Im gleichen Jahr ersuchte Kaiser Friedrich III. beim Bischof von Regensburg um die Überlassung einer Wolfgangreliquie für die im Bau befindliche Kirche. Dem Volksglauben nach war der heilige Wolfgang 977 in Grades gewesen. 1474 wurde der fast vollendete Bau durch einen Brand schwer beschädigt. Die Wiederaufbauarbeiten wurden erst 1512 beendet. Zu dieser Zeit wurde auch die Wehrmauer errichtet.
1766 erhielt der Turm einen barocken Zwiebelturm. Nach einem Brand 1949 wurde dieser durch das heutige Pyramidendach ersetzt.

## Belege
- Dehio-Handbuch Kärnten. 2. Auflage, Anton Schroll, Wien 1981. ISBN 3-7031-0522-4, S. 179f. (Beschreibung)
- Siegfried Hartwagner: Österreichische Kunstmonographie Band VIII: Kärnten. Der Bezirk St. Veit an der Glan. Verlag St. Peter, Salzburg 1977, ISBN 3-900173-22-2, S. 223–225. (Geschichte, Flügelaltar)
- Gottfried Biedermann: Plastik. In: Gottfried Biedermann, Karin Leitner: Gotik in Kärnten. Carinthia, Klagenfurt 2001, ISBN 3-85378-521-2, S. 95–150, hier 143f. (Flügelaltar)